# Patti McGee
Patti McGee (* 23. August 1945 in Kalifornien; verstorben am 16. Oktober 2024), manchmal auch als „The First Betty“ bezeichnet, war eine US-amerikanische Profi-Skateboarderin. 1964 war sie die erste Frau jemals, die die National Skateboard Championships in Santa Monica gewann und 1965 wurde sie zur ersten Profi-Skateboarderin.

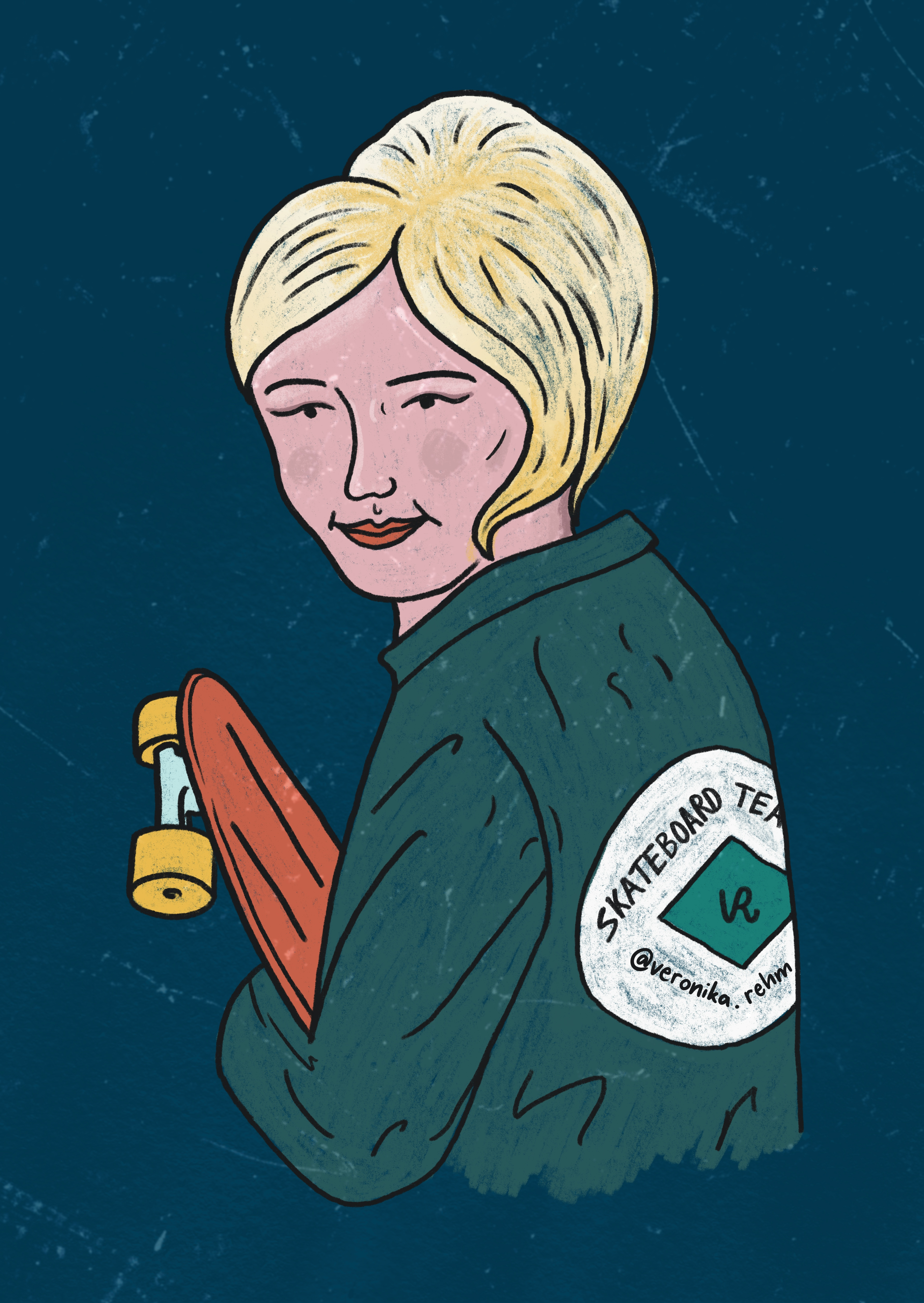
Portrait of Patti McGee

Sie galt als die erste Berühmtheit des Skateboardens und als die bemerkenswerteste Person, die während der ersten Welle (1959–1965) aus dem Skateboarding hervorging. Durch öffentliche Auftritte, Zeitschriften und das Fernsehen wurden McGee und der Skatesport Mitte der 1960er Jahre landesweit bekannt. In einem Sport, der weitgehend von Männern dominiert wurde, bewies sie, dass es mehr als genug Platz für Frauen gab.

## Biografie

### 1952–1964: Skateboardanfänge
Mit 7 Jahren, im Jahr 1952, bekam McGee ihr erstes Paar Rollschuhe. McGee begann Mitte der 1950er Jahre mit dem Skaten – damals noch barfuß –, nachdem sie, ihr Bruder und einige Freunde aus ihrer Nachbarschaft die Rollschuhrollen an die Unterseite geschliffener Hölzer gebastelt hatten und im Sitzen bergab fuhren. Mit 13 Jahren begann McGee mit dem Surfen, Segeln und Tauchen. Während ihres letzten Schuljahres an der High School kehrte McGee zum Skateboarden zurück und nutzte es als Ersatz zum Surfen, wenn es keine Wellen gab. Ihr erstes kommerzielles Skateboard war ein BunBuster von Cooley, welches sie 1962 bekam, mit Rollen aus Lehm von Chicago Wheels. Als Mitglied des Cooley-Teams und auf ihrem BunBuster stehend, stellte Patti während dem Dick Clark’s World Teen Fair 1964 auf den Orange County Fair Grounds den Weltrekord für die schnellste Frau auf einem Skateboard mit 75,6 km/h auf.

### 1964: National Skateboard Championships
Im Dezember 1964 fanden zum ersten Mal die US-amerikanischen Nationalmeisterschaften im Skateboarden in Santa Monica, Kalifornien statt. Bei den Meisterschaften gab es einen Slalom-Parcours mit kleinen Hütchen in Form einer Acht, der überwunden werden musste. Im Anschluss folgte die Freestyle-Disziplin, bei der McGee ihren Signaturtrick ausführte, einen Handstand auf ihrem Skateboard. Der Trick wurde zum ersten Mal bei einem Wettbewerb gezeigt. McGee gewann den Wettbewerb und wurde so zur ersten Nationalmeisterin im Skateboarden.

### 1965–1967: Karriere als Profiskateboarderin
1965 fing sie an, für Hobie zu fahren, einen der größten Surf- und Skateboardhersteller dieser Zeit. Als sie somit im Alter von 19 Jahren zum Profi wurde, verdiente sie ca. 250 Dollar im Monat plus Reisekosten. Als Profi durfte sie nicht mehr an Wettkämpfen teilnehmen, sie begann stattdessen mit ihrem Sponsor Hobie Alter durch das Land zu reisen und Vorführungen zu geben. Im selben Jahr erschien sie auf dem Cover des LIFE-Magazins und von The Quarterly Skateboarder. Danach trat Patti in den Fernsehsendungen „What’s My Line?“, „The Michael Douglas Show“ und „The Tonight Show“ mit Johnny Carson auf, sowie in einem Werbespot für Bell Telephone. Sie war auch die einzige Frau, die zu dieser Zeit auf dem Cover eines Skateboard-Magazins abgebildet war, als sie in der Mai-Ausgabe 1965 des Skateboarder Magazine erschien.

### Ab 1968
Im Jahr 1968 entdeckte sie ihre Leidenschaft für das Skifahren und zog 1970 nach Tahoe, um sich ganz dem Skifahren zu widmen. In den 1970er Jahren sah McGee dem Skateboarding nur noch als Außenstehende zu, da sie sich auf ihre Familie konzentrierte. Einige Jahrzehnte später kehrte sie zurück und gründete zusammen mit ihrer Tochter Hailey Villa The Original Betty Skateboard Company, um die neue Generation von Skaterinnen zu unterstützen. Im Jahr 2010 arrangierte die International Association of Skateboard Companies (IASC) die Veranstaltung „2nd Annual Skateboarding Hall of Fame Honors Six of the Most Influential Skateboarders of All Time“. Patti McGee war die erste Frau, die in die Skateboarding Hall of Fame aufgenommen wurde. Am 16. Oktober 2024 verstarb sie an den Folgen eines Schlaganfalles.